# Yves Rocher (ondernemer)
Yves Rocher (La Gacilly, 7 april 1930 - Parijs, 26 december 2009) was de stichter en de eigenaar van het cosmeticabedrijf en -merk Yves Rocher.
In 1958 startte hij met de verkoop door krantenadvertenties van een aambeienzalf 
Uit dit bescheiden begin groeide in de volgende jaren zijn postorderbedrijf.  In 1968 opende hij zijn eerste fabriek en in 1970 zijn eerste winkel. Bij zijn overlijden was hij actief in 88 landen en haalde een omzet van € 2 miljard. Naast het eigen merknaam heeft het bedrijf ook de merken Daniel Jouvance, Dr Pierre Ricaud, Isabel Derroisné, Kiotis, Petit Bateau en Galérie Noémi in portefeuille.
Yves Rocher was ook actief in de plaatselijke politiek en was burgemeester van zijn geboortedorp La Gacilly van 1962 tot 2008.

## Afbeeldingen

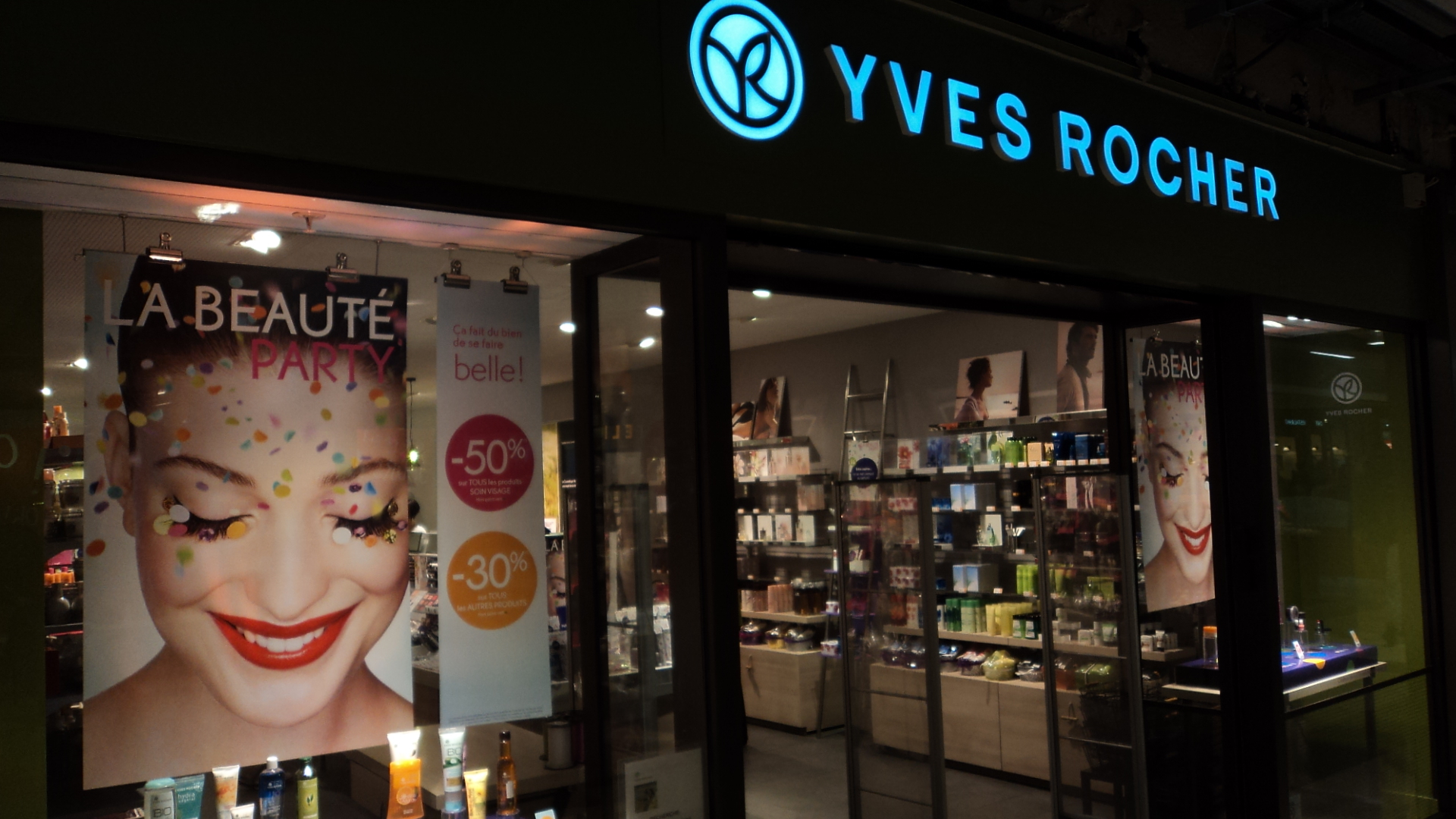
Winkel van Yves Rocher
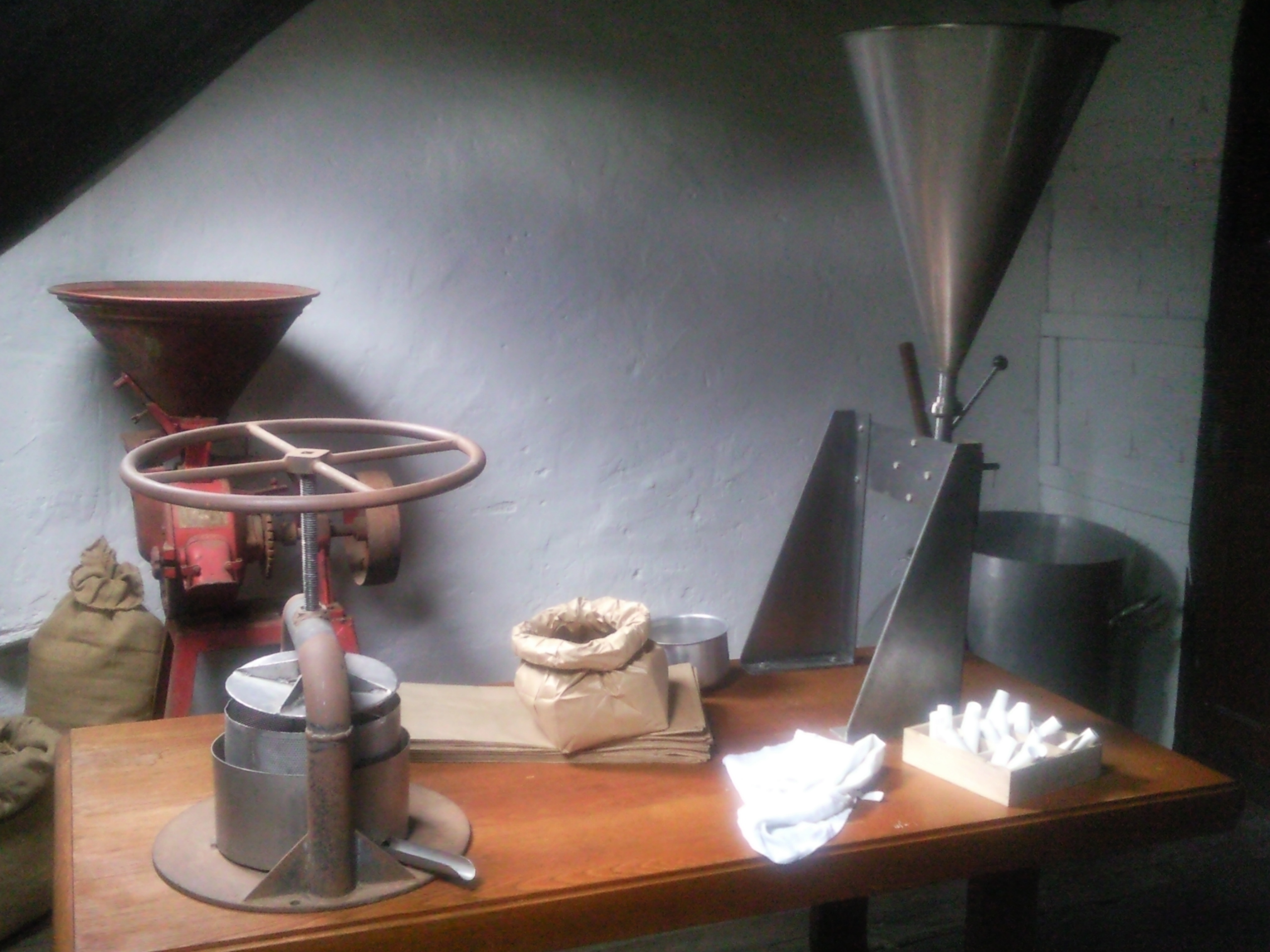
Yves Rocher's eerste laboratorium in het huis van de familie in La Gacilly